# Église Saint-Manvieu de Saint-Manvieu-Norrey
L'église Saint-Manvieu est une église catholique située à Saint-Manvieu-Norrey, en France.

## Localisation
L'église est située dans le département français du Calvados, à l'ouest du bourg de l'ancienne commune de Saint-Manvieu.

## Historique
La chapelle seigneuriale, au sud du chœur, est classée au titre des monuments historiques depuis le 24 janvier 1918, le clocher et le chœur, presque entièrement détruits en 1944, avaient été inscrits le 16 mai 1927.

## Architecture

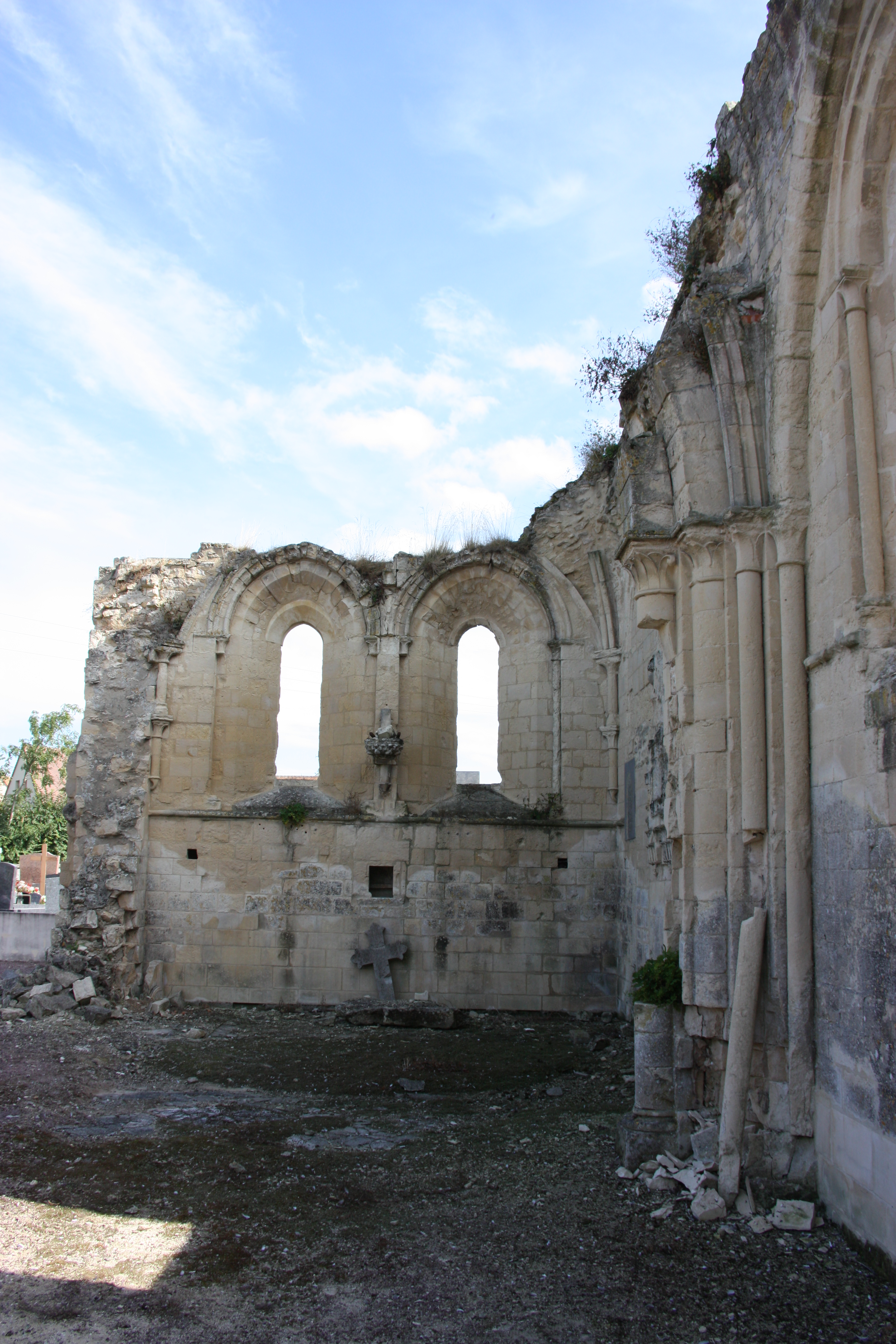
Vestiges de l'église.
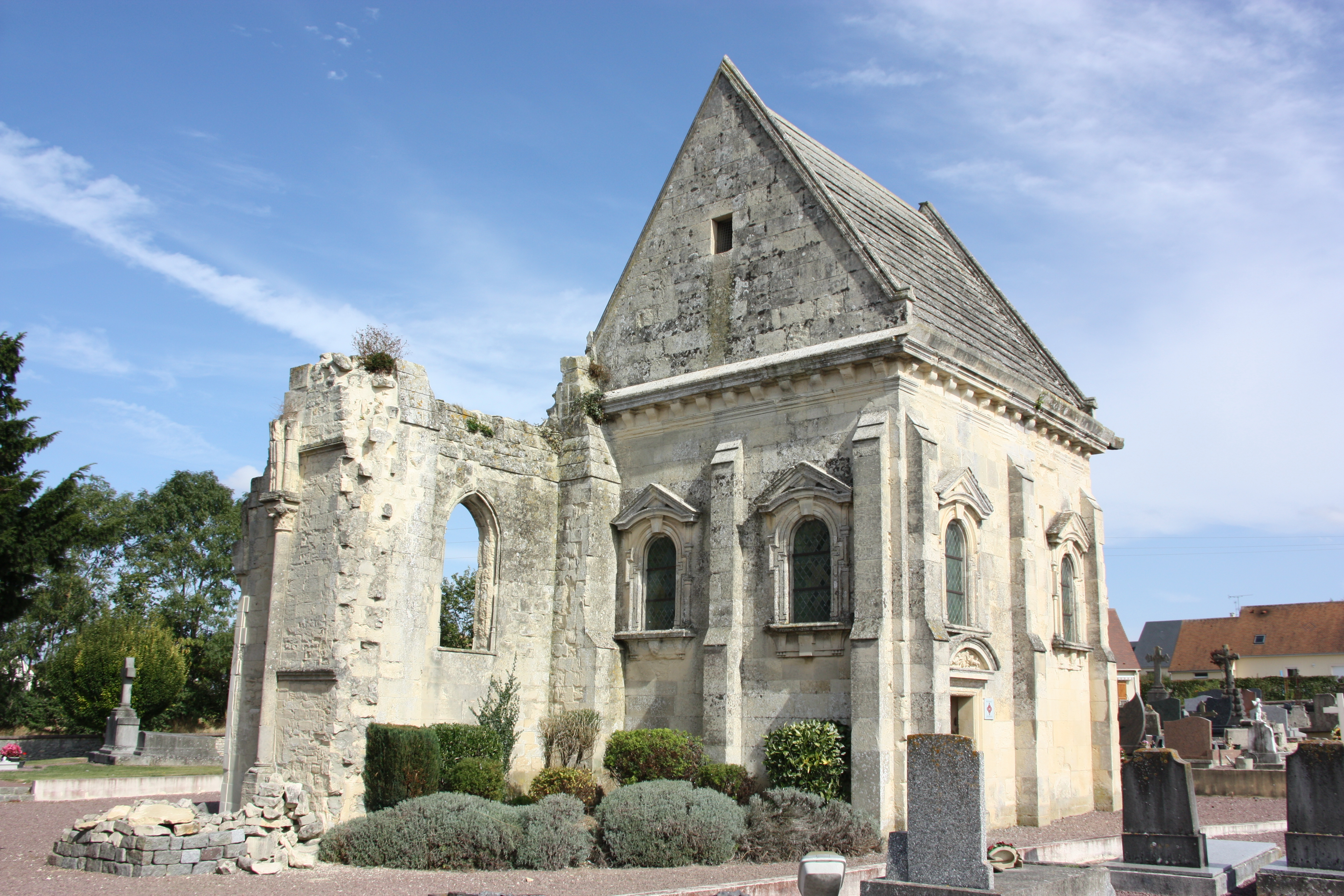
Chapelle et vestiges.